# Giovanni Bussone
Giovanni Bussone (Torino, 23 ottobre 1927 – Torino, 9 gennaio 2014) è stato un allenatore di calcio e calciatore italiano, di ruolo centrocampista.

## Carriera

### Giocatore
A partire dalla stagione 1949-1950 disputa quattro campionati di Serie B con il Siracusa, per un totale di 125 presenze e 5 reti.
Con gli aretusei disputa anche i successivi due campionati di Serie C.

### Allenatore
Terminata la carriera da giocatore divenne allenatore e tornato nella città natale, Torino, insegnò calcio per venti anni, a partire dal 1960, ai giovani calciatori della Juventus insieme ad altri indimenticati allenatori del settore giovanile come Grosso, Pedrale e Rabitti ed allenando futuri campioni come Roberto Bettega, Beppe Furino e Paolo Rossi. Durante la militanza nella Juventus conseguì il patentino da allenatore di prima categoria per allenare in Serie A.
Dopo la parentesi bianconera, continuò la sua attività presso alcune società dilettantistiche torinesi, su tutte Pinerolo, Piobesi, Madonna di Campagna e Cit Turin LDE.